# الشيخ دنون (قرية)
الشيخ دنون قرية عربية فلسطينية تقع في قضاء عكا، تقع بين وادي المفشوخ ووادي المجنونة، كانت قرية النهر المهجرة اقرب قرية اليها حتى عام 1948. عدد سكانها 2,800 شخص.